# Cotton Guest
Cotton Guest és un trio de punk pop vitaminat nascut a Sant Feliu de Guíxols (Girona) consolidat el 2023, després d'alguns anys de la seva formació. Van debutar amb Laws of Gravity, un disc autoeditat en el qual recuperen el so original del gènere.
En el seu disc Laws of Gravity és evident la influència de la formació estatunidenca Green Day, tot i que els membres de Cotton Guest encara no havien nascut quan el 1994 aquella banda de punk rock van publicar el disc Dookie, que va ocupar els primers llocs a les llistes d'èxits amb.